# PGA Championship (Groot-Brittannië)
Het BMW PGA Championship, maar vaak nog het British PGA Championship genoemd, is een golftoernooi en wordt sinds 1955 jaarlijks in het Verenigd Koninkrijk (sinds 1980 in Engeland) gehouden. Het toernooi maakt sinds 1972 deel uit van de Europese Tour.
Sinds 1984 wordt het PGA Championship op de beroemde West-baan van The Wentworth Club gespeeld. De wedstrijd heette de eerste jaren het British PGA Championship, tussendoor had het verschillende namen waarbij de hoofdsponsor werd genoemd en sinds 2005 is de naam het BMW PGA Championship.
Toen Chris Wood dit toernooi in 2016 won, was hij de vierde winnaar op rij die jonger dan 30 jaar was. 

## Golfbanen
| Jaren      | Golfbaan                    | Stad                            |
| ---------- | --------------------------- | ------------------------------- |
| 1955       | Pannal Golf Club            | Harrogate, North Yorkshire      |
| 1956-1958  | Maesdu Golf Club            | Llandudno, Gwynedd              |
| 1959       | Ashburnham Golf Club        | Burry Port, Carmarthenshire     |
| 1960       | Coventry Golf Club          | Coventry, West Midlands         |
| 1961       | Royal Mid-Surrey Golf Club  | Richmond, Surrey                |
| 1961       | Richmond Golf Club          | Richmond, Surrey                |
| 1962       | Little Aston Golf Club      | Sutton Coldfield, West Midlands |
| 1962       | Sutton Coldfield Golf Club  | Sutton Coldfield, West Midlands |
| 1963       | Royal Birkdale Golf Club    | Southport, Merseyside           |
| 1964       | Western Gailes Golf Club    | Irvine, Ayrshire                |
| 1965       | Prince's Golf Club          | Sandwich, Kent                  |
| 1966       | Saunton Golf Club           | Braunton, North Devon           |
| 1967       | Thorndon Park Golf Club     | Ingrave, Essex                  |
| 1968       | Royal Mid-Surrey Golf Club  | Richmond, Surrey                |
| 1969       | Ashburnham Golf Club        | Burry Port, Carmarthenshire     |
| 1970-1971  | Geen toernooi               | Geen toernooi                   |
| 1972-1974  | Wentworth Golf Club         | Virginia Water, Surrey          |
| 1975-1977  | Royal St George's Golf Club | Sandwich, Kent                  |
| 1978       | Royal Birkdale Golf Club    | Southport, Merseyside           |
| 1979       | St Andrews Links            | St Andrews, Fife                |
| 1980       | Royal St George's Golf Club | Sandwich, Kent                  |
| 1981       | Ganton Golf Club            | Scarborough, North Yorkshire    |
| 1982       | Hillside Golf Club          | Southport, Merseyside           |
| 1983       | Royal St George's Golf Club | Sandwich, Kent                  |
| 1984-heden | Wentworth Club              | Virginia Water, Surrey          |

## Winnaars
| Jaar                                    | Winnaar                 | Score                  | Score                  | Info                                                     |
| PGA Close Championship                  | PGA Close Championship  | PGA Close Championship | PGA Close Championship | PGA Close Championship                                   |
| --------------------------------------- | ----------------------- | ---------------------- | ---------------------- | -------------------------------------------------------- |
| 1955                                    | Ken Bousfield           | 277                    |                        |                                                          |
| 1956                                    | Charlie Ward po         | 282                    |                        | Won de play-off van Eric Brown                           |
| 1957                                    | Peter Alliss            | 286                    |                        |                                                          |
| 1958                                    | Harry Bradshaw          | 287                    |                        |                                                          |
| 1959                                    | Dai Rees                | 283                    |                        |                                                          |
| 1960                                    | Arnold Stickley         | 247                    |                        | Wegens slechte weer, ingekort tot een 63-holes evenement |
| Schweppes PGA Close Championship        |                         |                        |                        |                                                          |
| 1961                                    | Brian Bamford           | 266                    | –11                    |                                                          |
| 1962                                    | Peter Alliss            | 287                    |                        |                                                          |
| 1963                                    | Peter Butler            | 306                    |                        |                                                          |
| 1964                                    | Tony Grubb              | 287                    | –1                     |                                                          |
| 1965                                    | Peter Alliss po         | 286                    | –6                     | Won de play-off van Peter Butler                         |
| 1966                                    | Guy Wolstenholme        | 278                    | –2                     |                                                          |
| PGA Close Championship / Schweppes Open |                         |                        |                        |                                                          |
| 1967                                    | Brian Huggett           | 271                    | –13                    | Georganiseerd als PGA Close Championship                 |
| 1967                                    | Malcolm Gregson         | 275                    | –13                    | Georganiseerd als Schweppes Open                         |
| 1968                                    | Peter Townsend          | 275                    | –5                     | Georganiseerd als Piccadilly PGA Close Championship      |
| 1968                                    | David Talbot            | 276                    | –8                     | Georganiseerd als Schweppes Open                         |
| 1969                                    | Bernard Gallacher       | 293                    | +5                     | Georganiseerd als Schweppes Open                         |
| 1970                                    | Geen toernooi           | Geen toernooi          | Geen toernooi          | Geen toernooi                                            |
| 1971                                    | Geen toernooi           | Geen toernooi          | Geen toernooi          | Geen toernooi                                            |
| Viyella PGA Championship                |                         |                        |                        |                                                          |
| 1972                                    | Tony Jacklin            | 279                    | –9                     |                                                          |
| 1973                                    | Peter Oosterhuis        | 280                    | –8                     |                                                          |
| 1974                                    | Maurice Bembridge       | 278                    | –10                    |                                                          |
| Penfold PGA Championship                |                         |                        |                        |                                                          |
| 1975                                    | Arnold Palmer           | 285                    | +5                     |                                                          |
| 1976                                    | Neil Coles po           | 280                    | par                    | Won de play-off van Eamonn Darcy                         |
| 1977                                    | Manuel Piñero           | 283                    | +3                     |                                                          |
| Colgate PGA Championship                |                         |                        |                        |                                                          |
| 1978                                    | Nick Faldo              | 278                    | –10                    |                                                          |
| 1979                                    | Vicente Fernandez       | 288                    | par                    |                                                          |
| Sun Alliance PGA Championship           |                         |                        |                        |                                                          |
| 1980                                    | Nick Faldo              | 283                    | +3                     |                                                          |
| 1981                                    | Nick Faldo              | 274                    | –10                    |                                                          |
| 1982                                    | Tony Jacklin po         | 284                    | –4                     | Won de play-off van Bernhard Langer                      |
| 1983                                    | Seve Ballesteros        | 278                    | –10                    |                                                          |
| Whyte & Mackay PGA Championship         |                         |                        |                        |                                                          |
| 1984                                    | Howard Clark            | 204                    | –12                    | Wegens regenweer, ingekort tot een 54-holes evenement    |
| 1985                                    | Paul Way po             | 282                    | –6                     | Won de play-off van Sandy Lyle                           |
| 1986                                    | Rodger Davis po         | 281                    | –7                     | Won de play-off van Des Smyth                            |
| 1987                                    | Bernhard Langer         | 270                    | –18                    |                                                          |
| Volvo PGA Championship                  |                         |                        |                        |                                                          |
| 1988                                    | Ian Woosnam             | 274                    | –14                    |                                                          |
| 1989                                    | Nick Faldo              | 272                    | –16                    |                                                          |
| 1990                                    | Mike Harwood            | 271                    | –17                    |                                                          |
| 1991                                    | Seve Ballesteros        | 271                    | –17                    | Won de play-off van Colin Montgomerie                    |
| 1992                                    | Tony Johnstone          | 272                    | –16                    |                                                          |
| 1993                                    | Bernhard Langer         | 274                    | –14                    |                                                          |
| 1994                                    | José María Olazábal     | 271                    | –17                    |                                                          |
| 1995                                    | Bernhard Langer         | 279                    | –9                     |                                                          |
| 1996                                    | Costantino Rocca        | 274                    | –14                    |                                                          |
| 1997                                    | Ian Woosnam             | 275                    | –13                    |                                                          |
| 1998                                    | Colin Montgomerie       | 274                    | –14                    |                                                          |
| 1999                                    | Colin Montgomerie       | 270                    | –18                    |                                                          |
| 2000                                    | Colin Montgomerie       | 271                    | –17                    |                                                          |
| 2001                                    | Andrew Oldcorn          | 272                    | –16                    |                                                          |
| 2002                                    | Anders Hansen           | 269                    | –19                    |                                                          |
| 2003                                    | Ignacio Garrido po      | 270                    | –18                    | Won de play-off van Trevor Immelman                      |
| 2004                                    | Scott Drummond          | 269                    | –19                    |                                                          |
| BMW PGA Championship                    |                         |                        |                        |                                                          |
| 2005                                    | Ángel Cabrera           | 273                    | –15                    |                                                          |
| 2006                                    | David Howell            | 271                    | –17                    |                                                          |
| 2007                                    | Anders Hansen po        | 280                    | –8                     | Won de play-off van Justin Rose                          |
| 2008                                    | Miguel Ángel Jiménez po | 277                    | –11                    | Won de play-off van Oliver Wilson                        |
| 2009                                    | Paul Casey              | 271                    | –17                    |                                                          |
| 2010                                    | Simon Khan              | 278                    | –6                     |                                                          |
| 2011                                    | Luke Donald po          | 278                    | –6                     | Won de play-off van Lee Westwood                         |
| 2012                                    | Luke Donald             | 273                    | –15                    |                                                          |
| 2013                                    | Matteo Manassero po     | 278                    | –10                    | Won de play-off van Simon Khan                           |
| 2014                                    | Rory McIlroy            | 274                    | –14                    |                                                          |
| 2015                                    | An Byeong-hun           | 267                    | –21                    |                                                          |
| 2016                                    | Chris Wood              | 279                    | -9                     |                                                          |

| Toernooirecord |  | po = winnaar na play-off |

 Nedbank Golf Challenge ·
 Alfred Dunhill Championship ·
 South African Open ·
 Abu Dhabi Golf Championship ·
 Qatar Masters ·
 Dubai Desert Classic ·
 Malaysian Open ·
 Thailand Classic ·
 Indian Open ·
 Joburg Open ·
 WGC - Championship ·
 Africa Open ·
 Tshwane Open ·
 Madeira Island Open ·
 Trophée Hassan II ·
 The Masters · 
 Shenzhen International ·
 Volvo China Open ·
 WGC - Match Play Championship ·
 Mauritius Open ·
 Open de España ·
 BMW PGA Championship ·
 Irish Open ·
 Nordea Masters ·
 Lyoness Open ·
 US Open · 
 BMW International Open ·
 Open de France ·
 Scottish Open ·
 The Open Championship · 
 European Masters ·
 Paul Lawrie Matchplay ·
 WGC - Invitational ·
 US PGA Championship · 
 Made in Denmark ·
 Czech Masters ·
 Russian Open ·
 KLM Open ·
 Open d’Italia ·
 European Open ·
 Alfred Dunhill Links Championship ·
 World Match Play Championship ·
 Portugal Masters ·
 Hong Kong Open ·
 BMW Masters ·
 WGC - Champions ·
 Turks Open ·
 Dubai World Championship
EurAsia Cup · Ryder Cup · Seve Trophy · World Cup of Golf
2010 · 
2011 · 
2012 · 
2013 · 
2014 · 
2015 ·
2016